# Miwa Yanagizawa
Elizabete Miwa Yanagizawa (São Paulo, 1 de março de 1965) é uma atriz e diretora brasileira.

## Biografia
Miwa é paulista e filha de japoneses, mora no Rio de Janeiro há mais de três décadas. Começou sua carreira no teatro, onde participou da peça "Cinderela Chinesa". Como diretora de teatro, Miwa dirigiu "Censura Livre", "Do Lado de Cá", "Camarim 571", "Homem de Barros", "Os Dois Cavalheiros de Verona", "Gota D’Água" e "Dom Quixote de la Lapa". A atriz se formou em antes cênicas na UniRio em 1989 e também tinha feito um curso de biologia na Unesp de Botucatu. E na televisão, Miwa começou protagonizando a minissérie Filhos do Sol, aos 26 anos, em 1991.

## Filmografia

### Televisão
| Ano  | Título                 | Personagem                       | Notas                           |
| ---- | ---------------------- | -------------------------------- | ------------------------------- |
| 1991 | Filhos do Sol          | Ximena Matsumoto                 |                                 |
| 1993 | O Mapa da Mina         | Rafaela                          |                                 |
| 1993 | Sonho Meu              | Gueixa                           |                                 |
| 1994 | Quatro por Quatro      | Secretária de Gustavo            |                                 |
| 1997 | Anjo Mau               | Heloísa                          |                                 |
| 1998 | Hilda Furacão          | Lúcia K                          |                                 |
| 1998 | Meu Pé de Laranja Lima | Gilda Tanaka                     |                                 |
| 1999 | Andando nas Nuvens     | Atendente de restaurante japonês |                                 |
| 2000 | Laços de Família       | Celina (Cel)                     |                                 |
| 2001 | Os Normais             | Yoko                             | Episódio: "Normas do Clube"     |
| 2004 | Um Só Coração          | Harumi Fujihara                  |                                 |
| 2004 | Como uma Onda          | Miyuki                           |                                 |
| 2005 | Linha Direta           | Kazuyo Nabeta                    | Episódio: "Edifício Joelma"     |
| 2007 | Paraíso Tropical       | Médica                           | Episódio: "27 de setembro"      |
| 2009 | Viver a Vida           | Tomie Murakami                   |                                 |
| 2010 | Yasmin                 | Gilda                            |                                 |
| 2011 | Morde & Assopra        | Tieko Kobayashi                  |                                 |
| 2012 | As Brasileiras         | Tizuka                           | Episódio: "A Venenosa de Sampa" |
| 2014 | O Caçador              | Su Yang                          |                                 |
| 2015 | Sete Vidas             | Diretora do colégio              | Episódio: "29 de abril"         |
| 2015 | A Regra do Jogo        | Refém do assalto a banco         | Episódio: "31 de agosto"        |
| 2016 | Sol Nascente           | Mieko Tanaka                     |                                 |
| 2019 | A Dona do Pedaço       | Capitã                           |                                 |
| 2020 | Spectros               | Zenóbia Yamasaki                 |                                 |
| 2021 | Sessão de Terapia      | Lídia                            |                                 |
| 2021 | Sob Pressão            | Cibele                           | Episódio: "1 de setembro"       |
| 2022 | Sentença               | Bete                             |                                 |
| 2022 | Cara e Coragem         | Drª. Isabel                      |                                 |
| 2025 | Volta por Cima         | Renata Kwon                      | Episódios: "6–12 de março"      |

### Cinema
| Ano  | Título                            | Personagem | Notas          |
| ---- | --------------------------------- | ---------- | -------------- |
| 2024 | Cinco da Tarde                    | Mãe        |                |
| 2022 | Procura-se                        | Rachel     |                |
| 2020 | Aniversário                       | Carmen     | Curta-metragem |
| 2017 | O Filme da Minha Vida             | Brigitte   |                |
| 2015 | O Nome do Dia                     | Mãe        | Curta-metragem |
| 2012 | Hooji                             | Mãe        | Curta-metragem |
| 2012 | O Cara que Sangra                 | Cristina   | Curta-metragem |
| 2009 | Omoidê                            | —          |                |
| 2009 | Reykjavik whale watching massacre | Yuko       |                |
| 2001 | A Morte da Mulata                 | Fuji       |                |
| 1999 | O Dia da Caça                     | Betty      |                |

## Teatro

### Como atriz
| Ano  | Título                                | Personagem |
| ---- | ------------------------------------- | ---------- |
| 2014 | Trágica.3                             | Electra    |
| 2012 | Nada                                  | Maria Olga |
| 2010 | RockAntygona                          | Antígona   |
| 2001 | As lágrimas amargas de Petra von Kant | Marlene    |

### Como diretora
| Ano  | Título                                    |
| ---- | ----------------------------------------- |
| 2019 | Nastácia                                  |
| 2012 | Nada                                      |
| 2012 | A Tempestade                              |
| 2011 | Breu                                      |
| 2010 | RockAntygona                              |
| 2009 | Laranja Azul                              |
| 2006 | Os Dois Cavalheiros de Verona             |
| 2004 | Deve haver algum sentido em mim que basta |

## Prêmios e indicações
| Ano  | Prêmio                | Categoria                                                 | Trabalho                                  | Resultado |
| ---- | --------------------- | --------------------------------------------------------- | ----------------------------------------- | --------- |
| 2001 | Melhor Atriz          | Cinevue International Film and Video Festival Competition | A Morte da Mulata                         | Venceu    |
| 2004 | Melhor Espetáculo     | Troféu APCA                                               | Deve haver algum sentido em mim que basta | Venceu    |
| 2011 | Melhor Atriz          | Prêmio Questão de Crítica                                 | Hooji                                     | Venceu    |
| 2012 | Melhor Atriz          | Festival de Cinema de Triunfo                             | Hooji                                     | Venceu    |
| 2012 | Melhor Atriz          | Mostra Competitiva Brasil                                 | Hooji                                     | Venceu    |
| 2012 | Melhor Atriz          | Festival Art Deco de Cinema                               | Hooji                                     | Venceu    |
| 2014 | Melhor Atriz          | Prêmio Quem                                               | Entropia                                  | Indicada  |
| 2014 | Melhor Atriz          | Prêmio Quem                                               | O Elogio da Loucura                       | Indicada  |
| 2019 | Melhor Direção        | Prêmio Shell[carece de fontes?]                           | Nastácia                                  | Venceu    |
| 2019 | Melhor Direção        | Prêmio Cesgranrio                                         | Nastácia                                  | Indicada  |
| 2019 | Melhor Direção        | Prêmio APTR                                               | Nastácia                                  | Venceu    |
| 2020 | Melhor Direção        | Prêmio Botequim Cultural de Teatro                        | Nastácia                                  | Pendente  |
| 2021 | Prêmio Contigo! de TV | Melhor Atriz Coadjuvante de Novela ou Série               | Sessão de Terapia                         | Indicada  |
| 2022 | Prêmio APTR           | Direção                                                   | Em Nome da Mãe                            | Venceu    |
| 2022 | Prêmio APTR           | Espetáculo                                                | Em Nome da Mãe                            | Venceu    |